# Singoalla (opera)

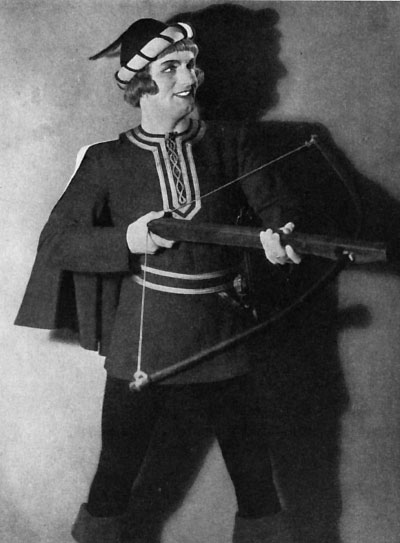
Set Svanholm som Erland Månesköld i Singoalla.

Singoalla är en svensk opera i fyra akter med musik av Gunnar de Frumerie. Librettot av Ella Byström bygger på romanen med samma namn av Viktor Rydberg.

## Historia
Kompositören skrev operan under tre månader våren 1937, så snart librettot blivit klart. Orkestreringen tog sedan två år. Partituret till Singoalla tillhör den svenska musikhistoriens rikaste med sin glödande orkesterprakt och tacksamma sångpartier. I tredje aktens scener mellan Erland och Sorgebarn lyckas de Frumerie också att skapa en oerhört suggestiv musik av de sällsamma konflikterna inom riddar Erland. Det är Erland som är den verklige huvudpersonen, och hans roll är den svenska operans mest glansfulla tenorpartier.
Den svenska premiären ägde rum på Kungliga Operan i Stockholm den 16 mars 1940.

## Roller
- Riddar Bengt Månesköld på Ekö (baryton)
- Elfrida, hans hustru (mezzosopran)
- Erland, deras son (tenor)
- Pater Henrik, prior i klostret (bas)
- Broder Johannes (tenor)
- Helena Ulvsax, Erlands hustru (mezzosopran)
- Hövdingen för det vandrande folket (bas)
- Singoalla, hans dotter (mezzosopran)
- Assim, den förre hövdingens son (baryton)
- Assims mor (alt)
- Sorgbarn (gossopran eller sopran)

## Handling
Den ytterligt romantiska berättelsen utspelas på 1300-talet bland herremän, munkar och zigenarband. Handlingen följer Viktor Rydbergs första version av sagan och operan slutar med Singoallas och Erlands död.
Akt I
På hemväg från en jakt återser riddar Erland zigenarflickan Singoalla, som han mött föregående sommar och sedan dess aldrig kunnat glömma. Herr Bengt och Elfrida diskuterar Erlands förändrade lynne med pater Henrik. En skara ur "det vandrande folket" har med sig lejdebrev från kejsaren i Rom och ber att få slå läger utanför borgen. Vindbryggan fälls ned, och zigenarna stormar in med sång och dans. Erland och Singoalla stämmer möte vid bäcken nästa morgon.
Erland lovar Singoalla att följa henne vart hon än måste färdas med sitt folk. Inför guden Alako, månen, svär de varandra evig trohet och är enligt zigenarsed nu att anses som man och hustru. Assim, åt vilken hövdingen lovar Singoalla, överraskar dem och överfaller Erland, som emellertid avgår som segrare i striden. Han låter Assim leva och följer med Singoalla till lägret för att beskydda henne.
Akt II
I zigenarlägret brygger Assims mor en sömndryck åt den blonde främling som Singoalla fört med sig. Erland undrar över de många vapen som samlas vid foten av en stor ek men får beskedet att det endast gäller en övning. Därefter bjuds han att dricka ut en bägare som är anmärkningsvärt lik nattvardskalken som stulits från klostret.
Männen överfaller plötsligt Erland och binder honom vid ett träd; riddar Bengt och pater Henrik i spetsen för en skara beväpnade män närmar sig lägret. Med Erland som gisslan tvingar zigenarhövdingen riddar Bengt att ge dem fri lejd med allt stöldgods från klostret. Sedan Erland utlämnats frågar hövdingen ut sin dotter. Hon bekänner att hon är Erlands maka. Assims släkt ropar på hämnd, och Singoalla fördrivs från stammen i tron att Erland är död.
Akt III
Tio år har förflutit. Erland är gift med Helena Ulvsax men är inte lycklig. Trolldrycken han fick i zigenarlägret har gjort hans sinne omtöcknat, och han drömmer ofta mardrömmar. Tillsammans med Helena besöker han klostret och berättar om pesten som härjar söderöver och om den varslande "pestgossen". Samtidigt kommer broder Johannes med en svarthårig gosse, som säger sig heta Sorgbarn och vara sänd av sin moder att återfinna den stulna klosterskatten. Sorgbarn bevisar sin sannfärdighet genom att ur ett knyte ta fram den försvunna madonnakronan. Vidare har han uppdraget att tjäna riddar Erland i hundra dagar och hundra nätter för att sona sin faders synd. Erland grips av oresonlig vrede vid mötet med gossen men sedan pater Henrik lugnat honom tar han Sorgbarn i sin tjänst.
Sorgbarn försänker Erland i trance och för med honom till Singoalla i skogen. Erland får veta att Sorgbarn är hans och Singoallas barn och uppträder nu helt annorlunda och mildare mot gossen. Vid mötet med Singoalla återfår Erland sitt minne och sluter henne i sin famn. Sorgbarn för honom åter till borgen, men lovar honom att han skall få återvända till Singoalla. I ett orkestermellanspel skildras de psykiska krafter som driver sitt spel inom Erland Månesköld.
Akt IV
En natt följer Erland Sorgbarn utan att vara försänkt i hypnos. Denna gång ämnar han göra slut på sin drömvärld och hotar att döda Singoalla. Sorgbarn vägrar föra honom vidare men blir själv dödad av Erland.
Assim kommer Erland till mötes och berättar hånfullt att Erland har dräpt sin egen son. När Singoalla närmar sig inser Erland sitt brott och flyr, nu vid full insikt.
I zigenarlägret ber man Alako, månen, och Sûrya, solen om bistånd mot pestens härjningar. Singoalla återkommer till lägret och erbjuder sig själv som offer, eftersom pesten viker om någon frivillig offrar sig. Folket börjar gräva hennes grav, men plötsligt står riddar Erland ibland dem, pestsmittad. Folket flyr undan honom, men Erland sjunker till jorden och ber Singoalla om förlåtelse. Singoalla säger honom att deras kärlek är hans frälsning, och hon dör vid hans sida.

## Utgivning på skiva
Operan gavs ut på cd 1988. Medverkande är bland andra:
- Anders Andersson – broder Johannes
- Anne Sofie von Otter – Singoalla
- Björn Haugan – Erland
- Catharina Olsson – Elfrida
- Erik Sædén – pater Henrik
- Hägerstens motettkör
- Stockholms filharmoniska orkester